# Гомис, Тидьям
Тидьям Дьядье Стефан Гомис (фр. Tidiam Diadie Stephan Gomis; родился 8 августа 2006, Мёлан-ан-Ивелин, Ивелин, Франция) — французский футболист, вингер немецкого клуба «РБ Лейпциг».

## Клубная карьера
Воспитанник команд «Ле Мюро» и «Буафль-Флен», в 2019 году Тидьям Гомис присоединился к академии «Кана» и в сентябре 2022 года подписал свой первый профессиональный контракт с клубом. 12 августа 2023 года дебютировал за основную команду «Кана», выйдя на замену в матче Лиги 2 против «По». 7 января 2024 года вышел на замену в матче Кубка Франции против «Гавра», впервые сыграв в турнире.
3 февраля 2025 года перешёл в немецкий «РБ Лейпциг», подписав контракт до 2029 года. 8 марта 2025 года дебютировал за новый клуб, выйдя на замену в матче Бундеслиги против «Фрайбурга».

## Карьера в сборной
Выступал за сборные Франции до 16, до 17, до 18 и до 19 лет.
В 2023 году вместе со сборной страны до 17 лет стал серебряным призёром юношеских чемпионата Европы и чемпионата мира. В 2024 году вместе со сборной Франции до 19 лет также дошёл до финала чемпионата Европы.

## Достижения
Сборная Франции (до 17 лет)
- Финалист чемпионата Европы (до 17 лет): 2023
- Финалист чемпионата мира (до 17 лет): 2023

Сборная Франции (до 19 лет)
- Финалист чемпионата Европы (до 19 лет): 2024